# Kosmos 850
O Kosmos 850 (em russo: Космос 558), também chamado de DS-P1-Yu Nº 79, foi um satélite artificial soviético lançado em 26 de agosto de 1976 através de um foguete Kosmos-2I a partir do Cosmódromo de Plesetsk.

## Características
O Kosmos 850 foi o septuagésimo nono membro da série de satélites DS-P1-Yu e o septuagésimo segundo lançado com sucesso após o fracasso dos lançamentos do segundo, do vigésimo terceiro, do trigésimo segundo, do quadragésimo, do quadragésimo quarto, do quinquagésimo quarto e do septuagésimo membros da série. Sua missão era auxiliar sistemas antissatélites e antimíssil soviéticos.
O Kosmos 850 foi injetado em uma órbita inicial de 518 km de apogeu e 280 km de perigeu, com uma inclinação orbital de 71 graus e um período de 92,2 minutos. Reentrou na atmosfera terrestre em 16 de maio de 1977.